# احمد صابری همدانی

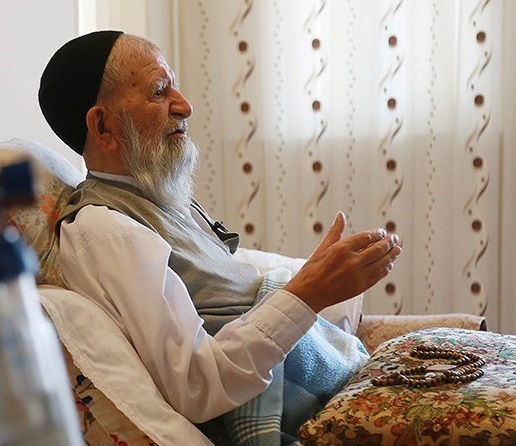
احمد صابری همدانی

احمد صابری همدانی عضو جامعه مدرسین حوزه علمیه و نماینده استان همدان در دوره‌های دوم و سوم مجلس خبرگان و از شاگردان خمینی و بروجردی بود. وی در ۹۴ سالگی در قم درگذشت.

## زندگی‌نامه
وی در سال ۱۳۰۲ شمسی در روستای بیوک آباد از توابع همدان و در خانواده‌ای مذهبی چسم به جهان گشود. پس از آن که تحصیلات مقدماتی را سپری کرد در سال ۱۳۱۹ راهی حوزه علمیه قم شد و در آن جا دروس مقدمات و سطوح را نزد اساتیدی همچون سید مصطفی هاشمی، میرزا محمد علی دامغانی،  محمد حسین بهاری، میرزا ابوالقاسم ربانی و علی انصاری سپری کرد.
وی همچنین در درس‌های شیخ مجتبی قزوینی در مشهد شرکت می‌کرد و پس از آن راهی دوباره در حوزه علمیه تحصیلات خودش را پی گرفت.
از اساتید وی در قم می‌توان به این افراد اشاره کرد:
- سید حسین طباطبایی بروجردی
- سید روح‌الله خمینی
- سید محمد باقر سلطانی طباطبایی
- سید محمد محقق داماد
- سید احمد خوانساری
- سید محمد حسین طباطبایی
- سید حسین طباطبایی قمی
- سید رضا بهاء الدینی[۳]

## فعالیت‌های علمی، فرهنگی و سیاسی
وی از همان سال‌ها نخست مغول تدریس در حوزه‌های علمیه قم و خراسان بوده است. وی در طول شغلی تبلیغی خود به بسیاری از مناطق محروم ایران سفر می‌کرده است و بسیاری از مساجد و حسینیه‌ها را نیز در آن شهرها بنا کرده است. از جمله فعالیت‌های تبلیغی وی می‌توان به سفرهای متعدد وی به کشورهای مختلفی چون استرالیا، ترکیه انگلستان، اسپانیا، آلمان، هلند، ژاپن، چین، پاکستان، هند و روسیه اشاره کرد. بسیاری از نوشته‌ها و تالیفات او به زبان‌های گوناکون لاتین و روسی ترجمه شده است. برخی از این نوشتارها در مجله «حکومت اسلامی» به چاپ رسیده است. در زمینه سیاست می‌توان به فعالیت‌های سیاسی وی پیش از انقلاب در پی آشنایی با سید مجتبی نواب صفوی اشاره کرد. وی با نوشتن کتاب «از فیضیه ۴۲تا فیضیه ۵۷» نقش پر رنگی در حرکت انقلاب اسلامی ایران داشته است.

## آثار
- محمد و زمام داران
- ادب الحسین
- مسند الامام امیر المومنین
- کسند الامام الحسین ابن علی
- رساله‌ای در باب امام زمان[۵]